# 호리 히데하루
호리 히데하루(일본어: 堀秀治)는 아즈치모모야마 시대부터 에도 시대 초기까지의 무장, 다이묘이다. 에치고 후쿠시마 번 초대 번주이다. 호리 히데마사의 장남. 정실은 하세가와 히데카즈의 딸이다.

## 같이 보기
- 후쿠시마성 (니가타현)

|  | 제1대 에치고 후쿠시마번 번주 (호리 가문) 1598년 ~ 1606년 | 후임 호리 다다토시 |